# Aeolus (Sexbierum)
Aeolus Sexbierum was een educatief speel- en doe park te Sexbierum in een vier etages tellende glazen piramide met onder andere educatieve doe- opstellingen. 
In 1987 werd Aeolus gebouwd als educatief themapark op het gebied van windenergie. Het park hield het niet lang vol en werd na een paar jaar overgenomen door NHL Stenden.Vanaf dat moment was Aeolus een leer en werkcentrum geworden. In 2002 werd Aeolus overgenomen door Ballorig die er een speelparadijs van maakte. Daarnaast werd het gebouw uitgebreid met een speelhal. Op het buitenterrein verschenen speeltoestellen waaronder een monorail. Ook werden de vuurtorens van Ameland, Schiermonnikoog, Terschelling en Texel toegevoegd. Het park was het hele jaar door te bezichtigen.
In 2005 had Aeolus twee ecologische verticale windturbines laten plaatsen die, passend bij de Griekse mythologie van Aeolus, onafhankelijk van de windrichting energie leveren.
In oktober 2017 maakte Aeolus bekend de deuren per 1 november definitief te sluiten. De reden van de sluiting was de hoge onderhoudskosten voor het pand. Ook de lage bezoekersaantallen speelde een rol in de sluiting. Eind 2018 werd de inboedel van het park verkocht op een veiling. Op 1 april 2022 startte de sloop van de gezichtsbepalende pyramide. Het park maakt plaats voor woningbouw.